# Grandidierite

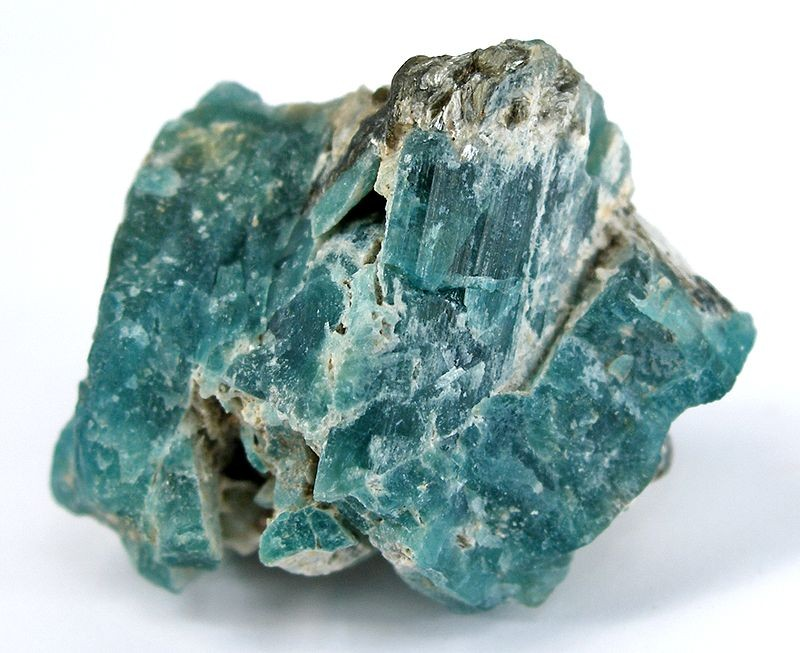
Grandidierite. Origem: Madagascar.

Grandidierite é um mineral e uma gema extremamente raro que foi descoberto no ano de 1902 no Sul de Madagáscar. O mineral foi nomeado em honra do explorador francês Alfred Grandidier (1836–1912) que estudou a história natural de Madagáscar.
Como as raras pedras Alexandrita e Tanzanita, o Grandidierite muda de cor na luz, e pode transmitir as cores azul, verde e branco.